# Cratere Kachug
Kachug  è un cratere sulla superficie di Marte.